# Șurîne (Bezvodne), Mîkolaiiv
Șurîne (în ucraineană Шурине) este un sat în comuna Bezvodne din raionul Mîkolaiiv, regiunea Mîkolaiiv, Ucraina.

## Demografie
Componența lingvistică a localității Șurîne
     Ucraineană (84,84%)
     Rusă (13,89%)
     Alte limbi (1,26%)
Conform recensământului din 2001, majoritatea populației localității Șurîne era vorbitoare de ucraineană (84,84%), existând în minoritate și vorbitori de rusă (13,89%).